# Gilmar Dal Pozzo
Gilmar Dal Pozzo (Quilombo, 1º settembre 1969) è un allenatore di calcio ed ex calciatore brasiliano, di ruolo portiere.

## Palmarès

### Giocatore
- Campionato Gaúcho: 1

Caxias: 2000

### Allenatore

#### Competizioni nazionali
- Campeonato Brasileiro Série C: 1

Náutico: 2019

#### Competizioni statali
- Copa FGF: 1

Pelotas: 2008